# Prosopochoeta caliginosa
Prosopochoeta caliginosa är en tvåvingeart som beskrevs av Cortes och Campos 1971. Prosopochoeta caliginosa ingår i släktet Prosopochoeta och familjen parasitflugor. Inga underarter finns listade i Catalogue of Life.